# 訴諸人身

有辱人格的立場論“诉诸人身”位于格雷厄姆反驳金字塔的底端附近。

有辱人格的「訴諸人身」位於格雷厄姆反駁金字塔的底端附近。

訴諸人身（直译：「“對人的”或“于人......”」），指藉由與當前論題無關之個人特質，如人格、動機、態度、地位、階級或處境等，作為駁斥對方或支持己方論證的理據，是一種不相干的謬誤和紅鯡魚。訴諸人身又稱作「對人不對事」、「因人廢言」或「因人設事」、「以人廢言」。最常见的訴諸人身屬性是“A提出一个主张x，B断言A有不受欢迎的特質，因此B得出结论说论点x是错误或不可被接受的”
訴諸人身謬誤一般被歸類爲形式謬誤中，即基于不正確三段论指控對方推理论证的有效性。但在某些非形式邏輯的辯論中，依靠某些資料、證詞、專業知識或有選擇性地介紹所支持的論據，而這種前提下或可提出關於“人身”的有效論證；比如在證明某人相關知識缺乏時，可聲稱他的證言並不可信，抑或是指出其人具有事實上的利益衝突等。另有一種有效的反擊便是使用對方自己所堅持的邏輯對其反對，但同時拒絕承認這些邏輯有效性。在西方邏輯學中，訴諸人身最早可見古希臘的哲學流派。文藝復興時期的英國哲學家，約翰·洛克對此有較深入的研究。

## 歷史
至少从古希腊時期开始，西方哲學界對訴諸人身等辯論技巧有所研究；比如亚里士多德在他的著作《诡辩篇》就詳細論述了一種“将提问者而非其论证置于討論之下”的邏輯谬误。然而在皮浪主义哲学家塞克斯图斯·恩丕里柯·马丁的著作中也收錄了古時具有“人身論證”特性，但無訴諸人身謬誤的多個例子。在这些论证中，對方辯手的理念被用作一種反駁策略，用以证明對方论点及其假设的不健全性。不過這種辯論方式是針對問題提出者，但並不攻擊對方本身的特質，因此不被視作訴諸人身。

## 对象种类
訴諸人身可訴諸負面特質（也稱作人身攻擊謬誤）、正面特質、或中立特質（比如诉诸权威）。诉诸人身推论指向特定人物的某些属性并声称这些属性可以影响其可靠性。正面诉诸人身，则意在提高对方可靠性。反面诉诸人身，则贬低其可靠性。诉诸权威即前者之一种。

### 訴諸正面特質的謬誤
正面特质，也称因人纳言，是指仅根据论证者个人的品德高尚、才华出众、处境优越或自己对论证者的好感就轻率地肯定其论断或观点，而不考虑其论断的内容是否真实或其论证过程是否正确，便对立论者的论点表示接受和赞同的一种谬误，比如上级、领导、老师、学长等。人身保护的谬误属于典型的因人纳言，具体包括两类：
- 人格人身保护是以自己或他人的人格高尚为理由，诱使他人相信其论题为真，其实人格优秀的人坚持的看法未必就一定对[8]。
- 处境人身保护是以自己或他人处境优越为理由，诱使他人相信其论题为真[8]。

### 訴諸负面特質的謬誤
负面特质，也称因人废言、人身攻击谬误，是指仅仅根据论证者在品质、名声方面的缺陷，所处环境的特殊性，以往有过错等方面的原因或自己个人对立论者的厌恶态度，而不考虑立论者的论断内容是否真实，也不根据逻辑反驳的规则和要求，就对立论者的论点加以否定而表现出来的一种谬误。像是例如說「支持死刑的人都沒讀書」、「支持體罰的人思想落伍，不願接受新資訊」等就是這類的謬誤。
1859年，英国的生物学家查尔斯·达尔文出版了《物种起源》一书，这对于宗教世界观是一个极大的威胁。1860年6月28日到30日，英国教会在牛津大学博物馆召开了进化论主题辩论赛，由约翰·史蒂文斯·亨斯洛主持。在这次会议上，塞缪尔·威伯福斯主教发表了攻击进化论的长篇演说，并对参加这次会议的英国著名生物学家赫胥黎施展恶意的嘲弄，史称“赫胥黎-威伯福斯辩论”（Huxley–Wilberforce debate）。威伯福斯的一段表达符合了人身攻击谬误的特点：
|  | 赫胥黎教授就坐在我旁边，他是想等我一坐下来就把我撕成碎片的。因为照他的信仰，他本来是猴子变的嘛！不过，我倒要问问，这个猴子子孙的资格到底是从祖父那里得来的呢，还是从祖母那里得来的呢？ |

## 常見的訴諸人身謬誤
多伦多大学学者道格拉斯·沃尔顿指出，常规上，诉诸人身可以分类为：辱骂性(Abusive)、情境性(Circunstantial)、扣帽子以及诉诸伪善。
以下是訴諸人身謬誤的幾個例子，未必是所有可能的訴諸人身謬誤：
- 扣帽子、抹黑策略、人身攻擊：將各種不利的條件或觀點強加至對方身上
- 穢言謬誤：以不雅的言詞攻擊對方
- 訴諸動機：質疑對方有某種立場或地位，因此其提出之主張是基於不良的動機、企圖。
- 你也一樣：對方批評某件事不對時，批評對方自己也做了那件不對的事。
- 訴諸智能：批評對方智能不足或精神有問題，因而其主張不可採。
- 罪惡關聯：指控支持某觀點的人必然歸屬於某個形象不好的團體。
- 訴諸成就：主張由於某人或某人的團隊沒有達成某項成就，因而其針對某事的主張不可信。
- 訴諸富貴：斷言富足者的觀點較正確，或斷言貧困者的觀點不正確。
- 訴諸貧困：斷言貧困者的觀點正確，或斷言富足者的觀點不正確。
- 訴諸好人：宣稱某人有某些美德，因而其主張可採。
- 訴諸權威：宣稱對方是權威因此言論可取，但忽略了對方可能不是相關權威，或者言論只屬一家之言，或因其他原因而有爭議。
- 诉诸性别：宣称因为发表言论者的性別，因此其觀點正確或不正確。

## 並非訴諸人身謬誤
不是所有針對發言者個人的言論都屬訴諸人身謬誤。哲學家李天命认为：「其實只要沒有將品格批判當做駁論的理據，那批判就沒有犯人身攻擊的謬誤。否則的話，父母責罵子女，法庭判辭批評罪犯的操行，便全都犯上人身攻擊的謬誤了。」
如果當前論題確實與對方有關，那麼並不是訴諸人身。
- 參選人A：「不要投票給參選人B，因為他上次當選後，很多選舉承諾都沒有兌現。」

一個人是否有信用，是選舉中選民是否該選他的重要依據，因此選舉時提出誠信問題，不是犯下謬誤；而在討論一個人的誠信時，把那人過去的信用紀錄拿出來是與討論的話題直接相關的，因此不算是人身攻擊。
- 「就其欺壓百姓、巧取豪奪的行為來看，唐朝的五坊小兒和經營宮市的那些宦官根本是一群禽獸」

這是根據他人的行為，對人的品行做出批判，而不是因為他們持有某種觀點而做出批判，因此不屬於人身攻擊。
- 「法官對這起酒駕案件的肇事者判刑太輕，根本是恐龍法官」

這是根據法官失當的判決做出批判，和法官本身有關，因此不屬於人身攻擊。

## 其他
在哲学上还有其他意义。卡尔·马克思在1844年《黑格尔法哲学批判》中阐述了早期的唯物史论观点：
|                              | 批判的武器当然不能代替武器的批判，物质力量只能用物质力量来摧毁；但是理论一经掌握群众，也会变成物质力量。理论只要说服人[ad hominem]，就能掌握群众；而理论只要彻底，就能说服人[ad hominem]。所谓彻底，就是抓住事物的根本。而人的根本就是人本身。…… |
| ——马克思《黑格尔法哲学批判》 | |

马克思主张，超越黑格尔哲学的途径是实践，实践的归宿是实现现实中人类的社会革命，这也是人的社会革命的物质力量。其次，理论的彻底性在于抓住事物的根本，在于说服群众[ad hominem]，并被群众所掌握，即通过实践而实现“哲学彻底性”问题。
还有一类诉诸同音（Ad homonym），其发音与相同，是由美国总统尼克松创造出的变体，其是指通过联想定罪或者确定无辜。1996年3月9日《纽约时报》发布新闻，关于理查德·尼克松批评杜波依斯俱乐部（英語：W.E.B. Du Bois Clubs of America）与全美男孩俱乐部（英語：Boys & Girls Clubs of America）在发音上相似，并主张前者是“共产党人蒙骗欺诈的一个经典范例（an almost classic example of Communist deception and duplicity.）”。因为前者是一个有2500名会员的共产主义激进派青年社团（以W·E·B·杜波依斯命名），后者则是全美75万会员的社团。

## 外部連結
- （英文） Logical Fallacy: Argumentum ad Hominem （页面存档备份，存于）
- （英文） Philosophy 103: Introduction to Logic Argumentum Ad Hominem （页面存档备份，存于）